# 1948年ロンドンオリンピックのベルギー選手団
1948年ロンドンオリンピックのベルギー選手団（1948ねんロンドンオリンピックのベルギーせんしゅだん）は、1948年7月29日から8月14日にかけてイギリスの首都ロンドンで開催された1948年ロンドンオリンピックのベルギー選手団、およびその競技結果。

## 概要
今大会は金メダル2個、銀メダル2個、銅メダル3個、合計7個のメダルを獲得した。

## メダル
| メダル | 選手名                                                                         | 競技   | 種目                      |
| ------ | ------------------------------------------------------------------------------ | ------ | ------------------------- |
| 金     | ガストン・レイフ                                                               | 陸上   | 男子5000m                 |
| 金     | ロデ・ワウテルス レオン・デラットハウウェル ウジェーヌ・ファン・ロースブルック | 自転車 | 男子団体ロードレース      |
| 銀     | ピエール・ニハント                                                             | 自転車 | 男子1000mタイムトライアル |
| 銅     | エティエンヌ・ガイイ                                                           | 陸上   | 男子マラソン              |
| 銅     | ロデ・ワウテルス                                                               | 自転車 | 男子個人ロードレース      |